# Tordenc d'Earle
El tordenc d'Earle (Argya earlei) és un ocell de la família dels leiotríquids (Leiothrichidae).

## Hàbitat i distribució
Habita canyars, zones amb herba alta, àrees empantanegades principalment praderies de les valls de grans rius, a les terres baixes i turons del Pakistan, a la Vall del Riu Indus, nord i nord-est de l'Índia des de les Valls del Ganges i del Brahmaputra cap a l'est fins al sud del Nepal i Assam i cap al sud fins Orissa, Bengala Occidental, Bangladesh i Manipur, i oest, nord-est, centre i sud de Myanmar.